# Georg Handsch
Georg Handsch (1529–1578?), některými současnými českými autory uváděný jako Jiří Handsch, byl německý, respektive česko-německý humanista, básník, přírodovědec a lékař, který pocházel z České Lípy. Působil jako osobní tajemník italského lékaře a botanika Pietra Mattioliho a později jako osobní lékař rakouského arcivévody Ferdinanda II.Tyrolského a jeho rodiny. Mimo jiné přeložil do německého jazyka Mattioliho herbář.

## Životopis
Georg Handsch se narodil v České Lípě (v 16. století je město uváděno jako Lippý, Lippay, Lippey apod., přívlastek „Česká“ se objevuje poprvé v roce 1568) dne 20. března 1529. Jeho otec Václav (Wenzel) Handsch byl zřejmě zámožný měšťan, protože vlastnil na českolipském náměstí výstavný dům, vybudovaný italským stavitelem. Handschova matka zemřela při porodu sedmého dítěte, když bylo Georgovi deset. let.

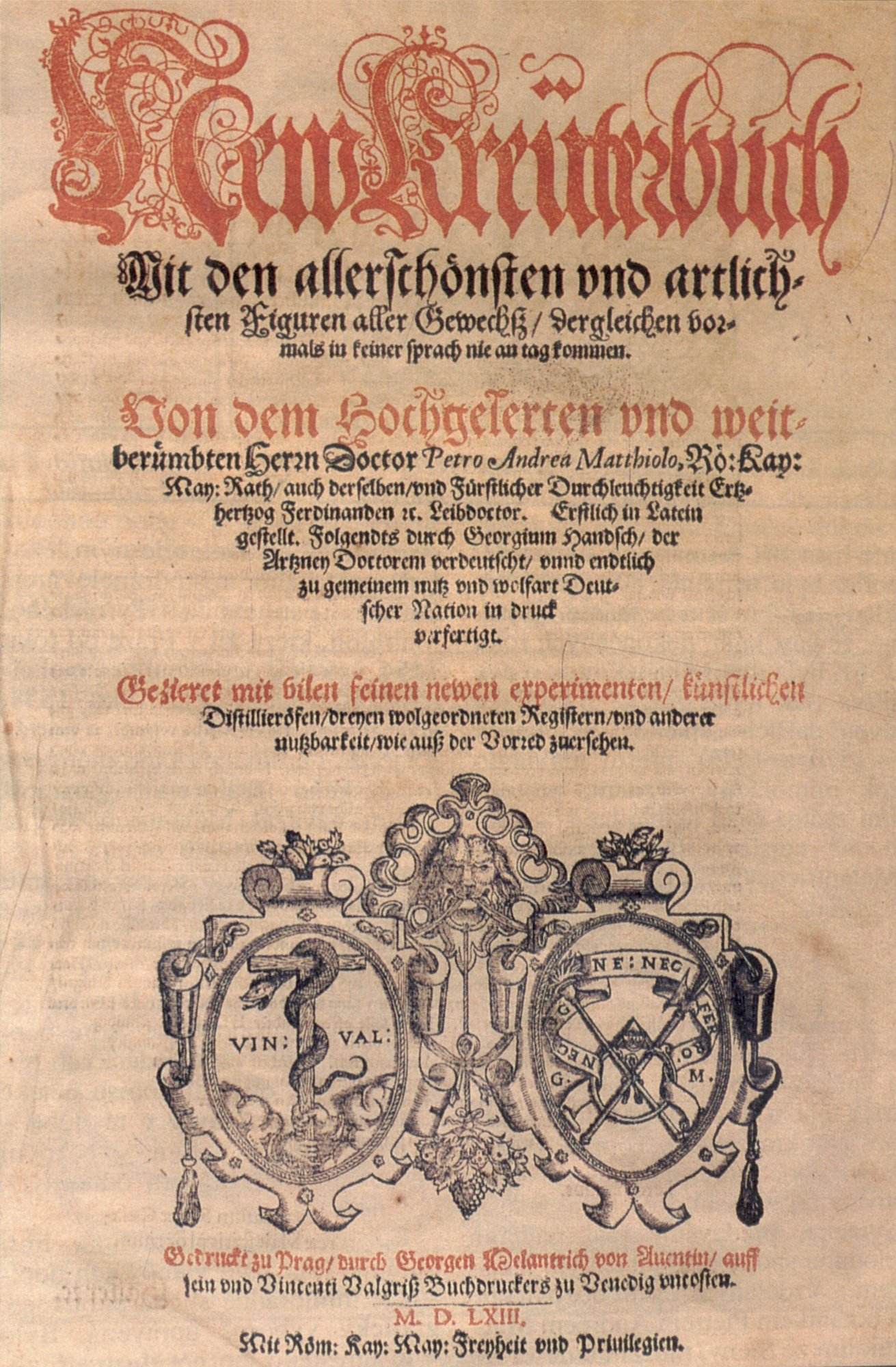
Titulní strana německého vydání Mattioliho herbáře

Wenzel Handsch poslal v roce 1544 svého syna do prvního humanistického gymnázia, otevřeného ve Slezsku ve městě Goldberg, dnešní polské Złotoryji, jehož zakladatelem a rektorem byl humanista Valentin Friedland, zvaný Trozendorf. Mladý Handsch se zde kromě klasické latiny a řečtiny naučil i hebrejsky a procvičoval se v překladech básní z řečtiny do latiny a v samostatné tvorbě. Po dvou letech odešel na pražskou univerzitu, kde se seznámil s Matoušem Collinusem z Chotěřiny a stal se jeho famulem a později i přítelem. Zřejmě z existenčních důvodů Handsch zanechal studia výtvarného umění a věnoval se studiu medicíny. V roce 1550 se vydal na cestu do Itálie, pravděpodobně na této pouti doprovázel Karla z Ditrichštejna. Georg Handsch takto došel až do Padovy, kde na zdejší velmi uznávané univerzitě začal studovat medicínu a po třech letech studia byl promován lékařem. (Pozn.: podle jiných zdrojů sice napřed studoval v Padově, ale lékařský titul získal v roce 1553 ve Ferraře).
Po návratu do Prahy musel Handsch opět řešit existenční problémy. Obnovil své přátelské kontakty s šlechticem a mecenášem Janem starším Hodějovským z Hodějova a připravil k vydání své básně. Ve čtyřdílné sbírce latinských veršů Farragines poematum, vytvořených humanistickými básníky z kruhu kolem Jana staršího Hodějovského z Hodějova, se tak zachovaly i básně Georga Handsche. V roce 1561 Georg Handsch získal místo sekretáře u Pietra Mattioliho, který pobýval v Praze jako osobní lékař rakouského arcivévody a místodržitele v Českých zemích Ferdinanda II.Tyrolského. V době služby u Mattioliho Handsch přeložil jeho herbář a připravil k vydání německou verzi této knihy, která vyšla spolu s českou verzí v překladu Tadeáše Hájka z Hájku v nakladatelství Jiřího Melantricha z Aventina v roce 1563. V roce 1566, pravděpodobně na základě přímluvy Jana Hodějovského, byl Handsch povýšen do šlechtického stavu a získal přídomek „z Limuz“.
Když v roce 1568 Pietro Andrea Mattioli odešel na odpočinek, nastoupil Georg Handsch na jeho místo jako osobní lékař Ferdinanda II. a arcivévodovy partnerky Filipíny Welserové (sňatek mezi Ferdinandem II. a neurozenou Filipínou Welserovou byl oficiálně uznán papežem až v roce 1576). Georg Handsch tak strávil poslední léta svého života u Innsbrucku na zámku Ambras, který nechal Ferdinand II. upravit pro svou ženu. Georg Handsch zemřel na zámku Ambras pravděpodobně v roce 1578 nebo krátce poté. Usuzuje se tak podle znění Handschovy závěti z uvedeného roku, v níž Handsch vyjádřil přání, aby byl pohřben po boku svého otce v Lipé. Z toho se odvozuje, že jeho ostatky byly převezeny do Lipé a uloženy v děkanském kostele svatého Petra a Pavla v prostoru někdejšího Školního, od roku 1945 Škroupova náměstí, neboť v tomto kostele bývaly náhrobky významných šlechticů a měšťanů. Kostel však byl v následujících staletích několikrát poškozen ohněm a po největším požáru, který 12. května 1820 zničil celé centrum České Lípy, již nebyl obnoven. Zbytky kostela byly strženy a použity jako stavební materiál při obnově zničených domů v centru města. Poslední zbytky suti z někdejší monumentální stavby s hroby předních obyvatel města byly před rokem 1875 použity k zavezení rybníčku severně od hlavního náměstí a na tomto místě byl posléze vybudován městský park.

## Dílo
Kromě básnické tvorby a překladu Matioliho díla se Georg Handsch věnoval v pozdějších dobách, kdy byl již náležitě existenčně zabezpečený, také přírodovědnému bádání. Využíval přitom v hojné míře bohatou sbírku přírodnin, kterou arcivévoda Ferdinand II. shromáždil spolu s uměleckými předměty na zámku Ambras.Handschovy spisy a poznámky z oblasti přírodních věd a lékařství jsou uloženy v podobě rukopisů ve Vídeňské dvorské knihovně, součásti Rakouské národní knihovny ve vídeňském Hofburgu. Některé jeho poznatky a názory z oblasti medicíny byly publikovány v odborné literatuře až v 21. století. Mezi spisy Georga Handsche je také drobné dílko o rybaření na řece Labi.

## Spekulace o Handschovi
Někteří soukromí badatelé, patrně inspirováni širokými znalostmi a zájmy Georga Handsche, vyslovili domněnku, že zmíněný lékař, básník a výtvarně nadaný humanista, ovládající řadu cizích jazyků, by mohl být autorem záhadného Voynichova rukopisu. Tyto spekulace jsou ovšem v rozporu se skutečností, že radiokarbonovou metodou byl stanoven vznik zmíněného rukopisu do doby na počátku 15. století, tedy nejméně sto let před narozením českolipského lékaře.

## Galerie

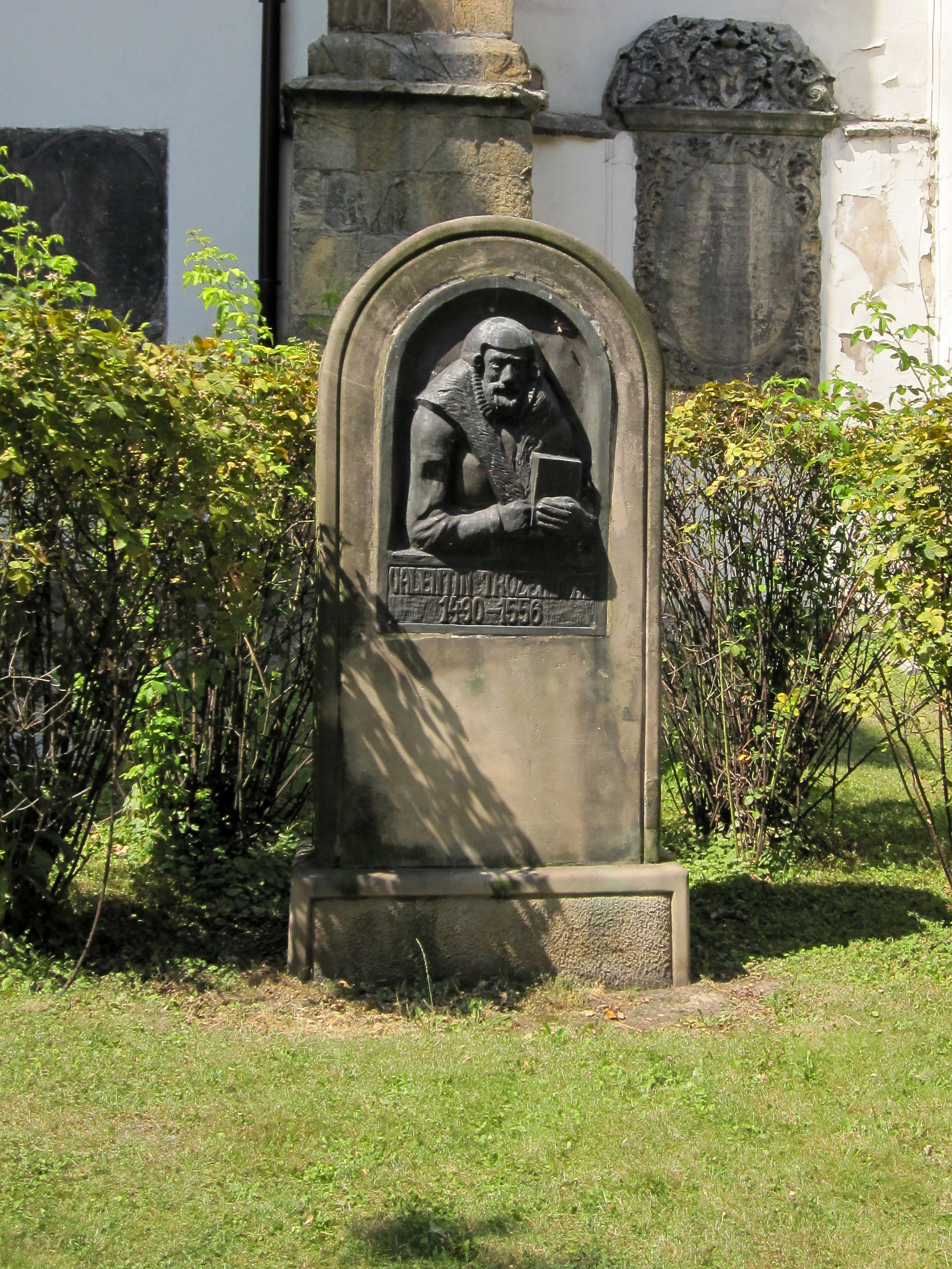
Pomník Valentina Trozendorfa v Złotoryji
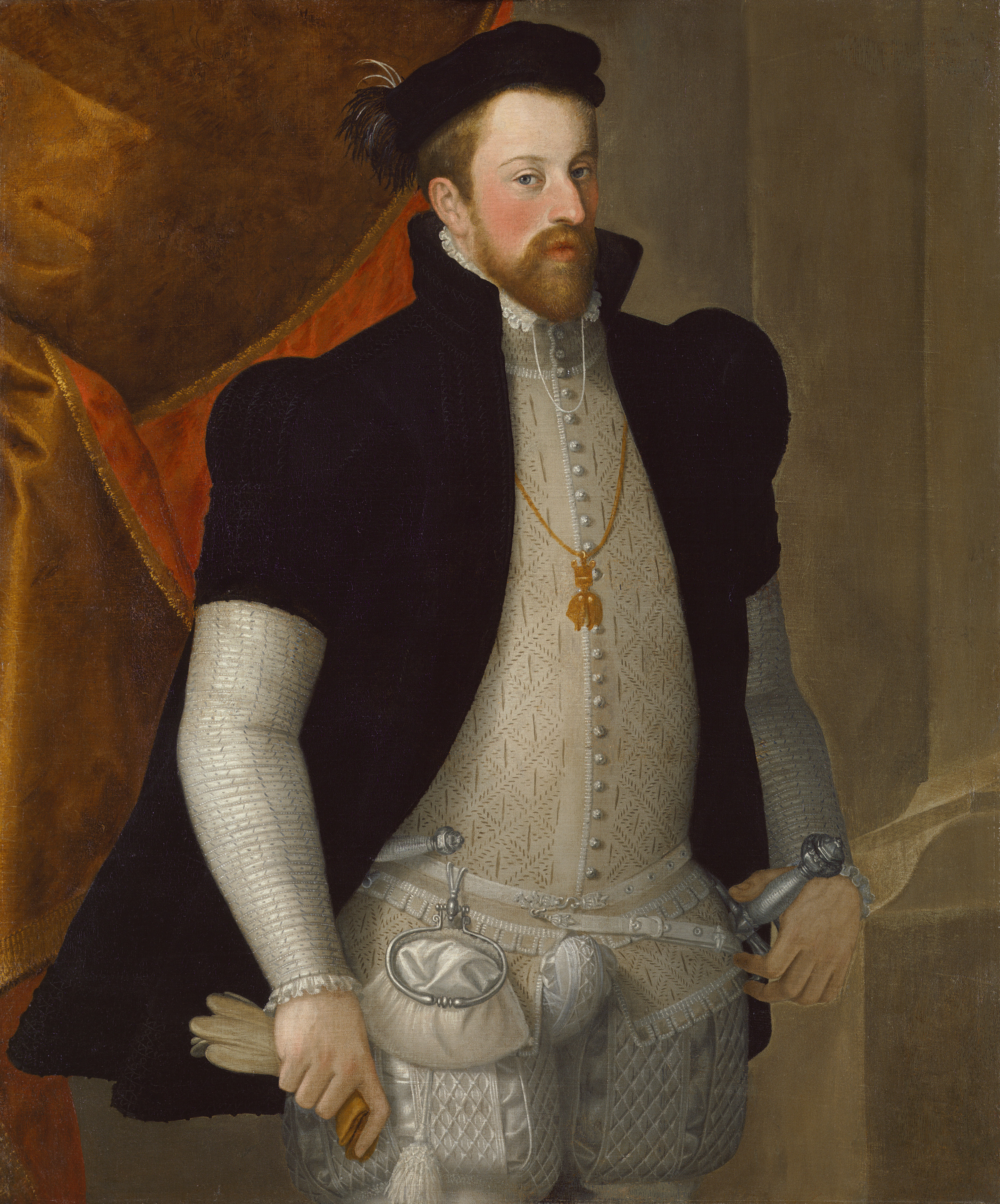
Rakouský arcivévoda Ferdinand II. Tyrolský
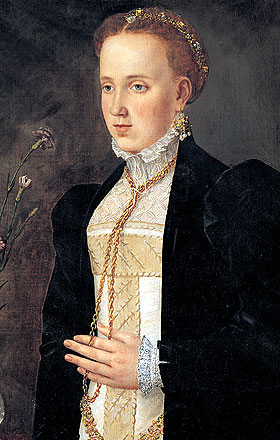
Filipína Welserová, manželka Ferdinanda II.
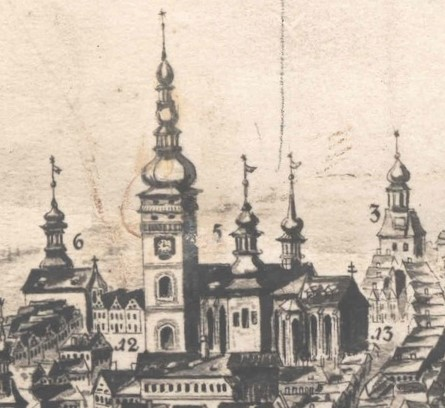
Českolipský kostel sv. Petra a Pavla v r. 1787
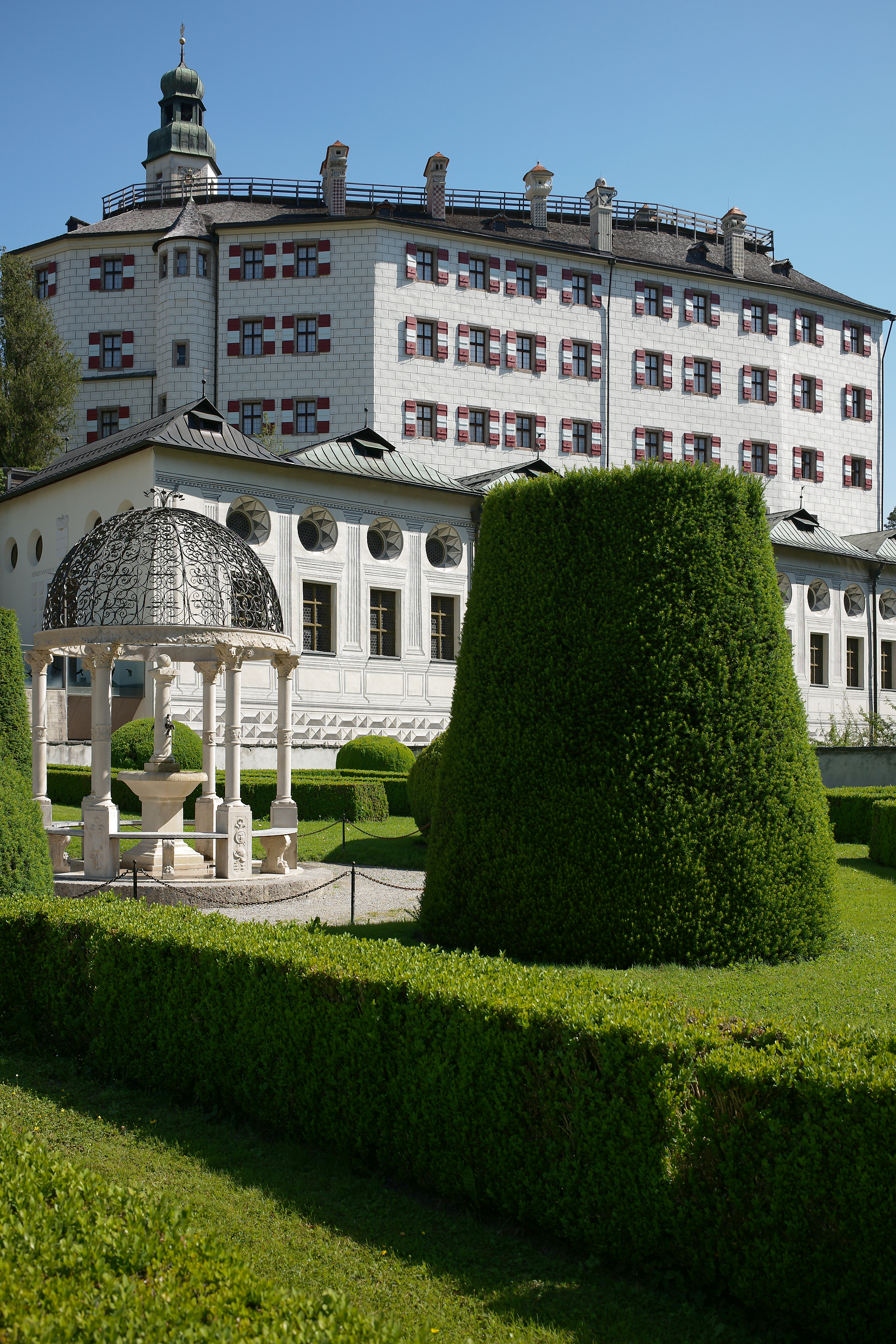
Parky a zahrady zámku Ambras u Innsbrucku